# Cesare Salvi
Cesare Salvi (ur. 9 czerwca 1948 w Lecce) – włoski polityk, prawnik i nauczyciel akademicki, parlamentarzysta, od 1999 do 2001 minister pracy i ochrony socjalnej.

## Życiorys
Z wykształcenia prawnik, praktykował jako adwokat. Został także nauczycielem akademickim, prowadząc wykłady z zakresu prawa cywilnego.
Był działaczem Włoskiej Partii Komunistycznej, na początku lat 90. wchodził w skład jej sekretariatu krajowego. W 1991 poparł Achille Occhetto i brał udział w powołaniu postkomunistycznej Demokratycznej Partii Lewicy, z którą później współtworzył Demokratów Lewicy. W 1992 po raz pierwszy został wybrany w skład Senatu. Z powodzeniem ubiegał się o reelekcję w wyborach w 1994, 1996, 2001 i 2006, zasiadając w wyższej izbie włoskiego parlamentu do 2008. W latach 1994–1999 przewodniczył senackiej frakcji swojego ugrupowania.
Od czerwca 1999 do czerwca 2001 sprawował urząd ministra pracy i ochrony socjalnej w rządach, którymi kierowali Massimo D’Alema i Giuliano Amato.
W 2007 nie poparł powstania Partii Demokratycznej, dołączając do rozłamowej Demokratycznej Lewicy. Po odejściu z parlamentu brał udział w różnych inicjatywach lewicowych wraz ze swoim ruchem politycznym Socialismo 2000. Powrócił także do pracy naukowej jako profesor Uniwersytetu w Perugii.